# Hrvatski Nogometni Klub Šibenik
Lo Hrvatski nogometni klub Šibenik S.D.D. è la squadra di calcio di Sebenico, in Croazia. Milita nella HNL, la massima divisione del campionato croato di calcio.

## Storia
Fondato il 1º dicembre 1932 con il nome di NK Šibenik, nel 1992, dopo l'indipendenza della Croazia, aggiunse l'aggettivo "Hrvatski" ("Croato") alla denominazione sociale. Gioca le partite casalinghe allo Stadio Šubićevac, che ha una capacità di 3.412 spettatori.

## Palmarès

### Competizioni nazionali
- Hrvatska republička liga: 3

1951 (girone Sud), 1975-1976 (girone Sud), 1982-1983
- Druga hrvatska nogometna liga: 3

2005-2006, 2019-2020, 2023-2024

### Altri piazzamenti
- 2. Savezna liga:

Secondo posto: 1984-1985 (girone ovest)
- Kup Maršala Tita:

Semifinalista: 1956-1957
- Coppa di Croazia:

Finalista: 2009-2010, 2022-2023
- Druga hrvatska nogometna liga:

Secondo posto: 2015-2016, 2018-2019

## Organico

### Rosa 2024-2025
Aggiornata al 28 novembre 2024.
| N. |                                 | Ruolo | Calciatore       |
| -- | ------------------------------- | ----- | ---------------- |
| 1  | Croazia (bandiera)              | P     | Antonio Đaković  |
| 2  | Colombia (bandiera)             | D     | Juan Camilo Mesa |
| 3  | Bosnia ed Erzegovina (bandiera) | D     | Josip Kvesić     |
| 4  | Croazia (bandiera)              | D     | Mislav Matić     |
| 5  | Austria (bandiera)              | D     | Stefan Perić     |
| 7  | Croazia (bandiera)              | A     | Leon Kreković    |
| 8  | Croazia (bandiera)              | C     | Dino Skorup      |
| 9  | Spagna (bandiera)               | A     | Burgui           |
| 10 | Croazia (bandiera)              | C     | Ivica Vidović    |
| 11 | Croazia (bandiera)              | A     | Ivan Dolček      |
| 17 | Colombia (bandiera)             | D     | Marcos Mina      |
| 18 | Croazia (bandiera)              | A     | Ivan Santini     |
| 19 | Croazia (bandiera)              | A     | Ivan Delić       |
| 21 | Slovenia (bandiera)             | A     | Nace Koprivnik   |

| N. |                      | Ruolo | Calciatore        |
| -- | -------------------- | ----- | ----------------- |
| 23 | Slovenia (bandiera)  | D     | Matija Rom        |
| 24 | Croazia (bandiera)   | D     | Martin Pajić      |
| 27 | Croazia (bandiera)   | C     | Lovre Kulušić     |
| 28 | Austria (bandiera)   | C     | Marcel Canadi     |
| 29 | Croazia (bandiera)   | C     | Sacha Marasović   |
| 34 | Croazia (bandiera)   | A     | Karlo Špeljak     |
| 37 | Giappone (bandiera)  | C     | Haruki Arai       |
| 55 | Croazia (bandiera)   | D     | Bernardo Matić    |
| 88 | Croazia (bandiera)   | C     | Marin Prekodravac |
| 95 | Croazia (bandiera)   | P     | Lovre Rogić       |
|    | Croazia (bandiera)   | D     | Ivica Batarelo    |
|    | Australia (bandiera) | D     | Doni Grdić        |
|    | Croazia (bandiera)   | D     | Luka Šimunović    |
|    | Kosovo (bandiera)    | C     | Suad Sahiti       |

### Rosa 2023-2024
Aggiornata al 12 febbraio 2024.
| N. |                                 | Ruolo | Calciatore       |
| -- | ------------------------------- | ----- | ---------------- |
| 1  | Croazia (bandiera)              | P     | Antonio Đaković  |
| 2  | Colombia (bandiera)             | D     | Juan Camilo Mesa |
| 3  | Bosnia ed Erzegovina (bandiera) | D     | Josip Kvesić     |
| 4  | Croazia (bandiera)              | D     | Mislav Matić     |
| 5  | Austria (bandiera)              | D     | Stefan Perić     |
| 7  | Croazia (bandiera)              | A     | Leon Kreković    |
| 8  | Croazia (bandiera)              | C     | Dino Skorup      |
| 9  | Spagna (bandiera)               | A     | Burgui           |
| 10 | Croazia (bandiera)              | C     | Ivica Vidović    |
| 11 | Croazia (bandiera)              | A     | Ivan Dolček      |
| 17 | Colombia (bandiera)             | D     | Marcos Mina      |
| 19 | Croazia (bandiera)              | A     | Ivan Delić       |
| 21 | Slovenia (bandiera)             | A     | Nace Koprivnik   |

| N. |                      | Ruolo | Calciatore      |
| -- | -------------------- | ----- | --------------- |
| 23 | Slovenia (bandiera)  | D     | Matija Rom      |
| 24 | Croazia (bandiera)   | D     | Martin Pajić    |
| 27 | Croazia (bandiera)   | C     | Nikola Rak      |
| 28 | Austria (bandiera)   | C     | Marcel Canadi   |
| 29 | Croazia (bandiera)   | C     | Sacha Marasović |
| 34 | Croazia (bandiera)   | A     | Karlo Špeljak   |
| 37 | Giappone (bandiera)  | C     | Haruki Arai     |
| 55 | Croazia (bandiera)   | D     | Bernardo Matić  |
| 95 | Croazia (bandiera)   | P     | Lovre Rogić     |
|    | Croazia (bandiera)   | D     | Ivica Batarelo  |
|    | Australia (bandiera) | D     | Doni Grdić      |
|    | Croazia (bandiera)   | D     | Luka Šimunović  |
|    | Kosovo (bandiera)    | C     | Suad Sahiti     |

### Rosa 2022-2023
Aggiornata al 31 gennaio 2023.
| N. |                                 | Ruolo | Calciatore       |
| -- | ------------------------------- | ----- | ---------------- |
| 1  | Croazia (bandiera)              | P     | Antonio Đaković  |
| 2  | Colombia (bandiera)             | D     | Juan Camilo Mesa |
| 3  | Bosnia ed Erzegovina (bandiera) | D     | Josip Kvesić     |
| 4  | Croazia (bandiera)              | D     | Mislav Matić     |
| 5  | Austria (bandiera)              | D     | Stefan Perić     |
| 7  | Croazia (bandiera)              | A     | Leon Kreković    |
| 8  | Croazia (bandiera)              | C     | Dino Skorup      |
| 9  | Spagna (bandiera)               | A     | Burgui           |
| 10 | Croazia (bandiera)              | C     | Ivica Vidović    |
| 11 | Croazia (bandiera)              | A     | Ivan Dolček      |
| 16 | Croazia (bandiera)              | D     | Viktor Damjanić  |
| 17 | Colombia (bandiera)             | D     | Marcos Mina      |
| 19 | Croazia (bandiera)              | A     | Ivan Delić       |
| 21 | Slovenia (bandiera)             | A     | Nace Koprivnik   |

| N. |                      | Ruolo | Calciatore      |
| -- | -------------------- | ----- | --------------- |
| 23 | Slovenia (bandiera)  | D     | Matija Rom      |
| 24 | Croazia (bandiera)   | D     | Martin Pajić    |
| 27 | Croazia (bandiera)   | C     | Nikola Rak      |
| 28 | Austria (bandiera)   | C     | Marcel Canadi   |
| 29 | Croazia (bandiera)   | C     | Sacha Marasović |
| 34 | Croazia (bandiera)   | A     | Karlo Špeljak   |
| 37 | Giappone (bandiera)  | C     | Haruki Arai     |
| 55 | Croazia (bandiera)   | D     | Bernardo Matić  |
| 95 | Croazia (bandiera)   | P     | Lovre Rogić     |
|    | Croazia (bandiera)   | D     | Ivica Batarelo  |
|    | Australia (bandiera) | D     | Doni Grdić      |
|    | Croazia (bandiera)   | D     | Luka Šimunović  |
|    | Kosovo (bandiera)    | C     | Suad Sahiti     |

### Rosa 2020-2021
Aggiornata al 2 aprile 2021.
| N. |                                 | Ruolo | Calciatore        |
| -- | ------------------------------- | ----- | ----------------- |
| 1  | Croazia (bandiera)              | P     | Nediljko Labrović |
| 2  | Colombia (bandiera)             | D     | Juan Camilo Mesa  |
| 3  | Bosnia ed Erzegovina (bandiera) | D     | Josip Kvesić      |
| 4  | Bosnia ed Erzegovina (bandiera) | D     | Boris Pandža      |
| 5  | Croazia (bandiera)              | D     | Martin Pajić      |
| 6  | Croazia (bandiera)              | D     | Karlo Bilić       |
| 7  | Croazia (bandiera)              | A     | Ivan Delić        |
| 8  | Belgio (bandiera)               | C     | Kéres Masangu     |
| 9  | Australia (bandiera)            | A     | Deni Jurić        |
| 10 | Spagna (bandiera)               | A     | Álvaro Martín     |
| 11 | Argentina (bandiera)            | A     | Ignacio Bailone   |
| 13 | Croazia (bandiera)              | C     | Nikola Rak        |
| 14 | Ghana (bandiera)                | A     | Prince Ampem      |
| 15 | Albania (bandiera)              | C     | Isnik Alimi       |
| 16 | Croazia (bandiera)              | C     | Ivan Močinić      |

| N. |                               | Ruolo | Calciatore             |
| -- | ----------------------------- | ----- | ---------------------- |
| 17 | Macedonia del Nord (bandiera) | D     | Todor Todoroski        |
| 18 | Croazia (bandiera)            | D     | Martin Vukorepa        |
| 19 | Croazia (bandiera)            | C     | Marko Bulat (capitano) |
| 20 | Colombia (bandiera)           | A     | Carlos Torres          |
| 22 | Croazia (bandiera)            | P     | Marko Benat            |
| 25 | Australia (bandiera)          | D     | Doni Grdić             |
| 26 | Colombia (bandiera)           | D     | Marcos Mina            |
| 28 | Croazia (bandiera)            | D     | Ivica Batarelo         |
| 29 | Croazia (bandiera)            | A     | Ivan Laća              |
| 30 | Croazia (bandiera)            | C     | Mario Ćurić            |
| 32 | Croazia (bandiera)            | C     | Stipe Bačelić-Grgić    |
| 35 | Austria (bandiera)            | C     | Marcel Canadi          |
| 77 | Kosovo (bandiera)             | C     | Suad Sahiti            |
| 95 | Croazia (bandiera)            | P     | Lovre Rogić            |
|    | Croazia (bandiera)            | D     | Bernardo Matić         |

### Rosa 2019-2020
| N. |                                 | Ruolo | Calciatore        |
| -- | ------------------------------- | ----- | ----------------- |
| 1  | Croazia (bandiera)              | P     | Nediljko Labrović |
| 2  | Bosnia ed Erzegovina (bandiera) | A     | Luka Juričić      |
| 3  | Croazia (bandiera)              | D     | Matteo Pranić     |
| 4  | Bosnia ed Erzegovina (bandiera) | D     | Boris Pandža      |
| 5  | Croazia (bandiera)              | D     | Martin Pajić      |
| 6  | Croazia (bandiera)              | C     | Karlo Bilić       |
| 7  | Croazia (bandiera)              | D     | Vice Kendeš       |
| 8  | Croazia (bandiera)              | C     | Luka Fuštin       |
| 9  | Croazia (bandiera)              | A     | Ivan Antunović    |
| 10 | Croazia (bandiera)              | C     | Davor Kukec       |
| 11 | Nigeria (bandiera)              | D     | Yusuf Musa        |
| 13 | Croazia (bandiera)              | C     | Nikola Rak        |

| N. |                    | Ruolo | Calciatore                 |
| -- | ------------------ | ----- | -------------------------- |
| 14 | Ghana (bandiera)   | A     | Prince Ampem               |
| 15 | Croazia (bandiera) | D     | Branimir Barišić           |
| 16 | Croazia (bandiera) | C     | Josip Maleš                |
| 17 | Croazia (bandiera) | C     | Zvonimir Blaić             |
| 18 | Croazia (bandiera) | D     | Martin Vukorepa (capitano) |
| 19 | Croazia (bandiera) | C     | Marko Bulat                |
| 20 | Croazia (bandiera) | C     | Toni Španja                |
| 21 | Croazia (bandiera) | C     | Luka Celić                 |
| 24 | Croazia (bandiera) | C     | Toni Vidović               |
| 27 | Croazia (bandiera) | A     | Pjero Lokin                |
| 30 | Croazia (bandiera) | C     | Mario Ćurić                |
| 95 | Croazia (bandiera) | P     | Lovre Rogić                |

### Rosa 2011-2012
| N. |                                 | Ruolo | Calciatore          |
| -- | ------------------------------- | ----- | ------------------- |
| 1  | Croazia (bandiera)              | P     | Goran Blažević      |
| 2  | Croazia (bandiera)              | D     | Alen Zoričić        |
| 3  | Croazia (bandiera)              | C     | Igor Budiša         |
| 4  | Bosnia ed Erzegovina (bandiera) | D     | Velimir Vidić       |
| 5  | Croazia (bandiera)              | D     | Alvin Karadža       |
| 6  | Bosnia ed Erzegovina (bandiera) | C     | Mladen Jurčević     |
| 7  | Bosnia ed Erzegovina (bandiera) | A     | Ermin Zec           |
| 8  | Croazia (bandiera)              | C     | Ivan Elez           |
| 9  | Bosnia ed Erzegovina (bandiera) | A     | Jusuf Dajić         |
| 10 | Bosnia ed Erzegovina (bandiera) | C     | Mehmed Alispahić    |
| 11 | Macedonia del Nord (bandiera)   | C     | Zeni Husmani        |
| 12 | Croazia (bandiera)              | P     | Hrvoje Slavica      |
| 13 | Croazia (bandiera)              | A     | Ivan Vrljić         |
| 14 | Croazia (bandiera)              | C     | Stipe Bačelić-Grgić |

| N. |                                 | Ruolo | Calciatore              |
| -- | ------------------------------- | ----- | ----------------------- |
| 15 | Croazia (bandiera)              | C     | Ante Bulat              |
| 16 | Bosnia ed Erzegovina (bandiera) | C     | Samir Duro              |
| 17 | Croazia (bandiera)              | C     | Antonio Jakoliš         |
| 18 | Bosnia ed Erzegovina (bandiera) | D     | Ivan Medvid             |
| 19 | Croazia (bandiera)              | D     | Ivan Fuštar             |
| 20 | Croazia (bandiera)              | C     | Arijan Ademi (capitano) |
| 21 | Bosnia ed Erzegovina (bandiera) | A     | Ivan Božić              |
| 22 | Croazia (bandiera)              | P     | Marko Mihaljević        |
| 23 | Croazia (bandiera)              | A     | Krešimir Makarin        |
| 25 | Croazia (bandiera)              | D     | Anto Radeljić           |
| 26 | Bosnia ed Erzegovina (bandiera) | A     | Senid Kulačić           |
| 27 | Croazia (bandiera)              | D     | Hrvoje Spahija          |
| 29 | Slovenia (bandiera)             | C     | Sandro Bloudek          |
|    | Croazia (bandiera)              | D     | Petar Bašić             |